# لنز واید

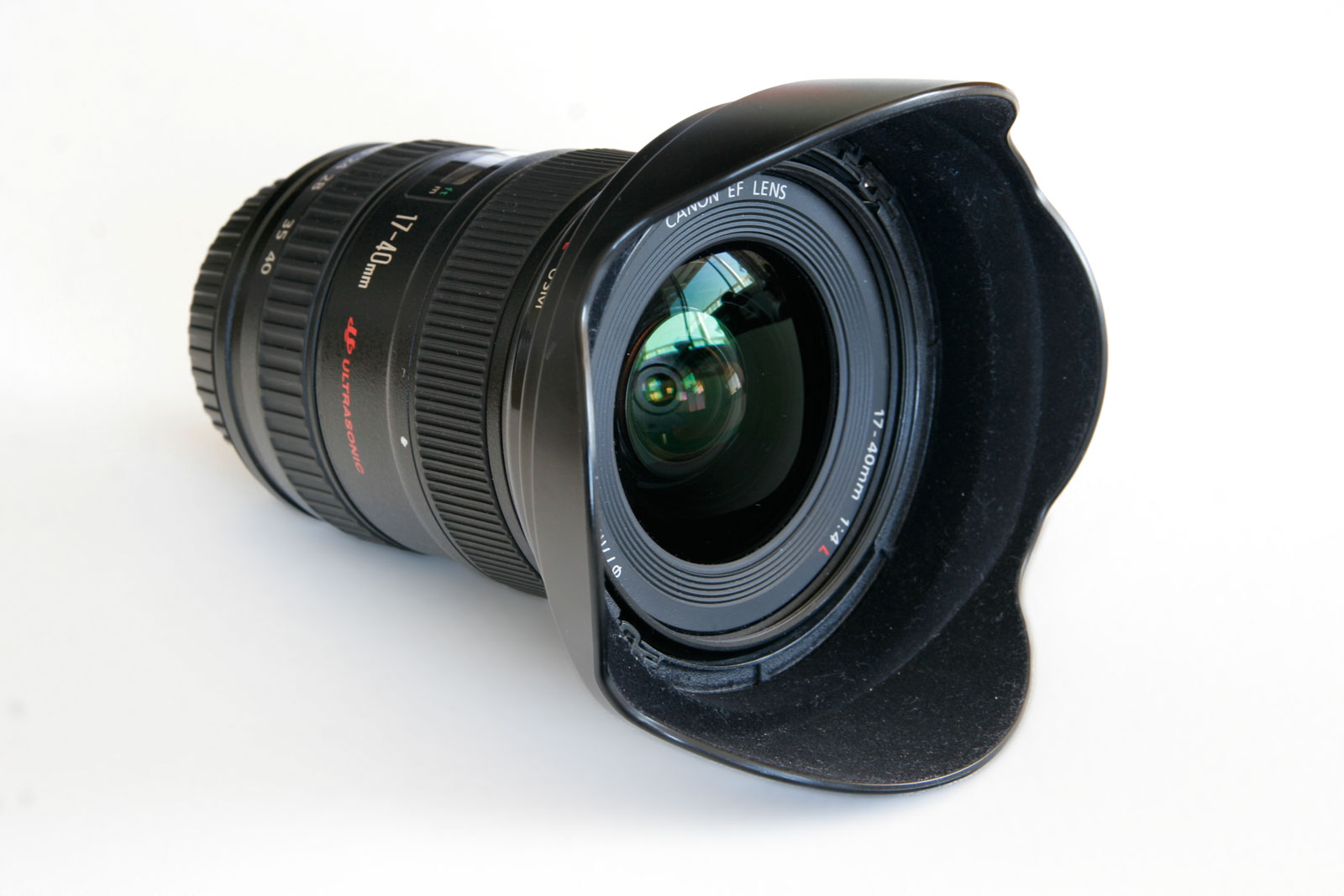
یک لنز واید ۱۷-۴۰ میلیمتری شرکت کانن

لنز واید به لنزهایی گفته می‌شود که فاصلۀ کانونیِ آنها از قطر سطح حساس عکاسی (نگاتیو یا سنسور) کوتاه‌تر باشد. این لنزها زاویهٔ دیدِ بازی را در اختیار عکاس قرار می‌دهد و از پرمصرف‌ترین لنزها نزد عکاسان هستند و برای عکاسی منظره و عکاسی معماری استفاده می‌شود. از این لنز در مکان‌هایی که امکان عقب‌رفتن عکاس برای قرارگرفتن تمام سوژۀ موردنظر در کادر نباشد کاربرد مناسبی دارد و با استفاده از این لنز می‌توان فضای بیشتری را در عکس جای داد.
یک لنز واید، دید وسیع‌تر از چشم انسان است. به عبارت دیگر، میدان دید، وسیع‌تر از یک لنز نرمال است. لنز واید به عکاس اجازه برخورداری از زاویه دید بازتر را می‌دهد، اما همزمان دو گوشهٔ سمت راست و چپ عکس را بزرگتر از واقعیت جلوه می‌دهد و قسمت مرکزی عکس را عقب‌تر می‌برد.
لنز واید دارای یک فاصله کانونی بین ۴۰ تا ۵۸ میلی‌متر در یک دوربین کامل است. لنزهای واید بر روی یک سنسور دوربین، با فاصله کانونی حدود ۲۴ میلی متر شروع می شوند و از  همانجا به پایین می روند. لنزهای فوق‌العاده واید از نزدیک به ۱۶ میلیمتر شروع می‌شوند.
عدسی‌های زاویه باز با پوشش دادن زاویه دید گسترده‌تری، توانایی تغییر درک ما از فضا و زمان را دارند. این عدسی‌ها می‌توانند به روشی عجیب و غریب، ظاهر و واقعیت یک مکان را تحریف کنند.
- بی‌ثباتی و عدم قطعیت: با استفاده از عدسی‌های زاویه باز، خطوط مستقیم می‌توانند خمیده به نظر برسند، ابعاد اجسام بزرگنمایی یا کوچک‌نمایی شوند و عمق میدان به شدت کاهش یابد. این اعوجاج‌ها، حس بی‌ثباتی و عدم قطعیت را در بیننده ایجاد می‌کنند و او را به دنیایی می‌برند که قوانین فیزیک در آن به شکل دیگری عمل می‌کند.
- خارج از روال عادی: هنگامی که در چنین فضایی رویدادی رخ می‌دهد، طبیعی بودن آن زیر سوال می‌رود. هر اتفاقی در این محیط نامتعادل، می‌تواند به عنوان چیزی غیرعادی و فراتر از انتظار تلقی شود. این ویژگی، به کارگردانان اجازه می‌دهد تا فضایی سورئال و رویایی خلق کنند و مخاطب را به دنیایی ببرند که در آن هر چیزی ممکن است اتفاق بیفتد.
- تأکید بر پرسپکتیو: عدسی‌های زاویه باز، پرسپکتیو را به شدت تحت تأثیر قرار می‌دهند و می‌توانند به ایجاد احساسات مختلفی مانند ترس، شگفتی یا حیرت در بیننده منجر شوند. با استفاده از این عدسی‌ها، کارگردانان می‌توانند بر روی عناصر خاصی از صحنه تاکید کنند و یا به ایجاد حس عمق و وسعت بپردازند.

### کاربردهای عدسی زاویه باز در سینما:
- ایجاد حس بی‌ثباتی و وحشت: در ژانرهای ترسناک و هیجان‌انگیز، عدسی‌های زاویه باز برای ایجاد حس بی‌ثباتی و وحشت در بیننده استفاده می‌شوند.
- تاکید بر ابعاد و فضا: در فیلم‌های مستند و معماری، برای نشان دادن ابعاد وسیع و عظمت فضاها از عدسی‌های زاویه باز استفاده می‌شود.
- ایجاد جلوه‌های بصری خاص: این عدسی‌ها برای خلق جلوه‌های بصری خاص مانند چشم‌اندازهای دراماتیک، پرسپکتیوهای غیرعادی و اعوجاج‌های عمدی به کار می‌روند.[۴]

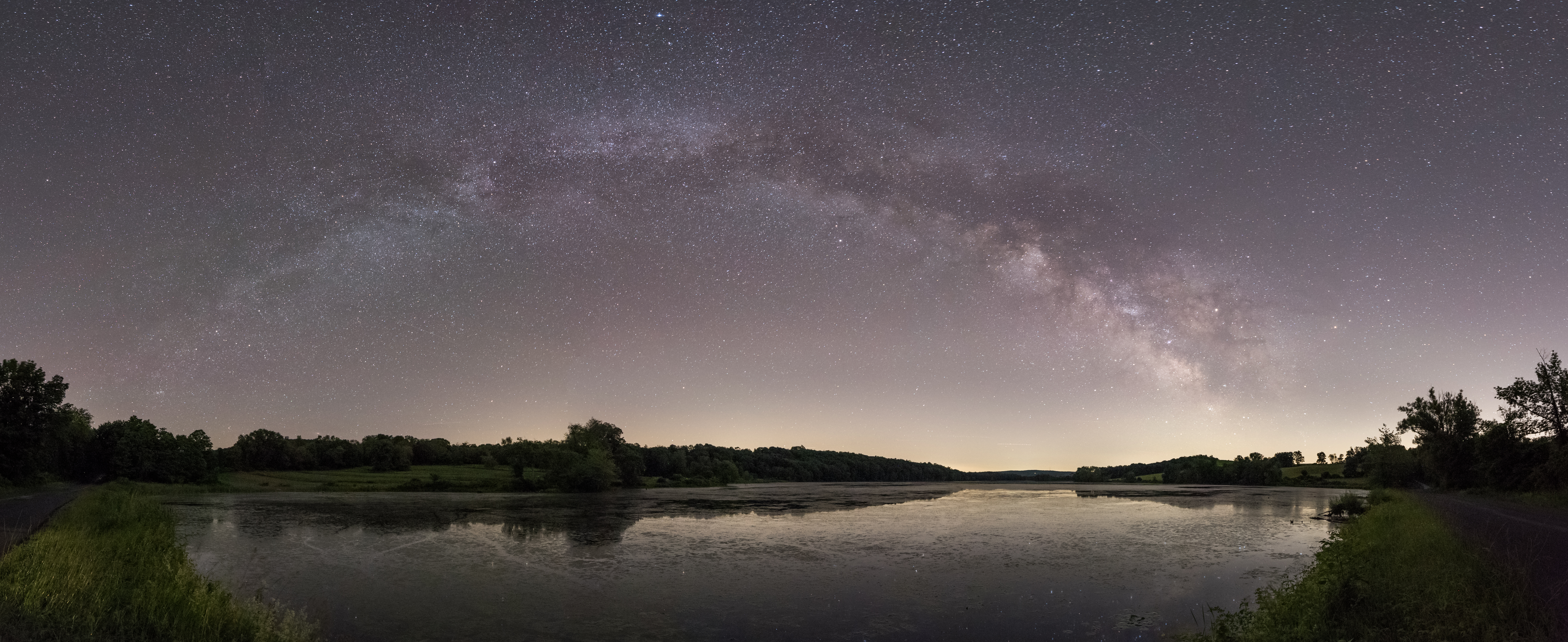
سراسرنمایی از کهکشان راه شیری که بر فراز دریاچهٔ بونتکو (en) در شهرستان داچس، نیویورک امتداد یافته‌است.این نگاره با استفاده از لنز واید گرفته شده‌است و به همین دلیل، نوار راه شیری به صورت کمان دیده می‌شود.